# Duckeanthidium thielei
Duckeanthidium thielei là một loài ong trong họ Megachilidae. Loài này được Michener miêu tả khoa học đầu tiên năm 2002.